# Ferdynand I Parmeński
Ferdynand Burbon, książę Parmy (ur. 20 stycznia 1751, zm. 9 października 1802) – książę Parmy w latach 1765-1802. Był drugim dzieckiem (jedynym synem) Filipa I Burbona, księcia Parmy i Ludwiki Elżbiety Burbon, księżniczki francuskiej.

## Życiorys
W latach 1757–1769 był uczniem Etienne Bonnot de Condillaca i Auguste de Keralio, dwóch francuskich filozofów. Ojciec Ferdynanda zmarł w 1765 i Ferdynand został nowym księciem, a Guillaume Du Tillot – protegowany księcia de Choiseul, został premierem Parmy. Wybranie kandydatki na żonę dla Ferdynanda stało się sprawą państwową. Zaaranżowania małżeństwa podjęła się Francja i Hiszpania. Hiszpania zaproponowała kandydaturę Marii Beatrycze d’Este, córki księcia Modeny – Ercole III d’Este, ponieważ po śmierci księcia oba księstwa można by połączyć. Książę de Choiseul zaproponował Batyldę, mademoiselle d’Orleans, córkę i bogatą dziedziczkę Ludwika Filipa, księcia Orleanu, która jednak nie spodobała się Hiszpanii. Cesarz Austrii i szwagier Ferdynanda – Józef II Habsburg zaproponował rękę swojej siostry – arcyksiężniczki Marii Amalii Habsburg (córki Marii Teresy Habsburg i Franciszka I Lotaryńskiego). W 1760 starsza siostra Ferdynanda Izabela Maria, poślubiła Józefa II – starszego brata Marii Amelii. Józef II planował, że jeśli Ferdynand umrze bez następców, Parma zostanie przyłączona do cesarstwa.
21 czerwca 1769 19-letni Ferdynanda poprosił o rękę 23-letniej Marii Amalii, z powodu bliskiego pokrewieństwa papież dał parze dyspensę. 27 czerwca 1769 w Wiedniu odbył się ślub pary per procura. 1 lipca 1769 Maria Amelia opuściła Austrię i 16 lipca przybyła do Mantui razem ze swoim bratem Józefem II. Ferdynandowi towarzyszyli książę Sforza Cesarini i książę Grillo. 19 lipca 1769 w pałacu książęcym w Colorno, ceremonię ślubną powtórzono. Potem rozpoczęły się spektakle i festiwal. 24 lipca para książęca przybyła do Parmy.
Od 1759 Parmą zarządzała Francja poprzez Guillaume Du Tillot. Maria Amelia przywiozła ze sobą wpływy austriackie, które zastąpiły dotychczasowe francuskie i hiszpańskie. Maria Amelia otwarcie krytykowała premiera i miała skłonności do dominacji; udało jej się podporządkować sobie męża. W 1801 na mocy układu z Aranjuez, Ferdynand musiał przekazać swoje księstwo jako rekompensatę Francji. Jego starszy syn – Ludwik otrzymał w zamian ziemie Wielkiego Księstwa Toskanii, które nazwano Królestwem Etrurii.

## Odznaczenia
- Order Ducha Świętego – Francja, 1762[1]

## Potomstwo

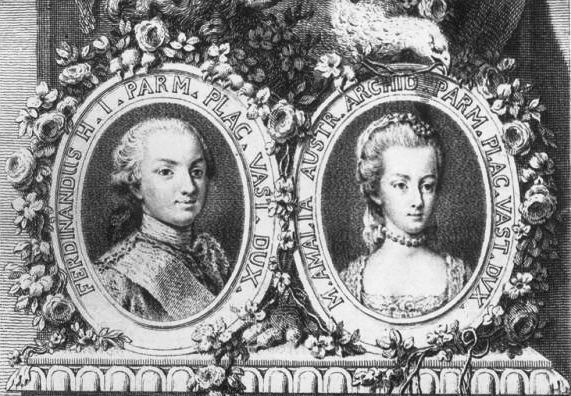
Ferdynand i Maria Amelia

Ferdynand i Maria Amelia mieli siedmioro dzieci:
1. Karolinę Parmeńską (22 listopada 1770 – 1 marca 1804), żonę księcia Maksymiliana Wettyna, matkę m.in. królów: Fryderyka Augusta II i Jana I,
2. Ludwika I, księcia Parmy, króla Etrurii (5 sierpnia 1773 – 27 maja 1803),
3. Marię Antoninę Parmeńską (28 listopada 1774 – 20 marca 1841), urszulankę,
4. Charlottę Parmeńską (7 września 1777 – 5 kwietnia 1813), zakonnicę,
5. Filipa Marię Parmeńskiego (22 maja 1783 – 2 lipca 1786),
6. Antoninę Ludwikę Parmeńską (ur. i zm. 21 października 1784),
7. Ludwikę Marię Pameńską (17 kwietnia 1787 – 22 listopada 1789).